# كلهر (باغ صفا)
کلهر (بالفارسية: کلهر) هي قرية تقع في إيران في قسم باغ صفا الريفي. يقدر عدد سكانها بـ 91 نسمة بحسب إحصاء 2016.